# Casa de l'Ardiaca (Girona)
La Casa de l'Ardiaca és un edifici del municipi de Girona que forma part de l'Inventari del Patrimoni Arquitectònic de Catalunya.

## Descripció
Consta de planta baixa i dos pisos, la primera seguint el pendent de la Pujada de la Catedral. Disposa de coberta d'un aiguavés feta amb teules àrabs. Una gran porta amb arc de mig punt i dovelles de grans dimensions permet l'accés a l'edifici. La façana està formada per dos cossos on s'obren finestres i balcons. Un cert decorativisme, amb la utilització de pedres que formen un dibuix triangular a sota d'algunes finestres, dona excel·lència a la manca de qualitat dels materials de la fàbrica: pedres irregulars i maons coberts per un arrebossat de guix. S'han conservat finestres i restes d'una anterior construcció, visibles a diferents punts de la façana. L'entrada espaiosa, a manera de vestíbul, dona pas a un pati central al qual s'obren les principals dependències. Bàsicament segueix l'esquema de la casa senyorial del segle xvii, perllongant fórmules de la tradició gòtica i renaixentista. Urbanísticament l'edifici constitueix el tancament sud del conjunt monumental de la Plaça dels Apòstols.

## Història
La presència en els finestrals que donen a la Plaça dels Lledoners de l'escut de Jaume d'Agullana, ardiaca de la Seu entre 1572 i 1617, juntament amb l'escut de Bernat de Cardona i de Raset a la façana principal (1650), són els instruments que s'han emprat per datar i conèixer els promotors de l'edifici.